# Gruppo dello Scalino
Il Gruppo dello Scalino è un massiccio montuoso delle Alpi Retiche occidentali. Si trova in Italia (Lombardia) ed in parte minore in Svizzera (Canton Grigioni). Prende il nome dal Pizzo Scalino che ne è la vetta principale. Costituisce la parte sud-orientale delle Alpi del Bernina.

## Classificazione

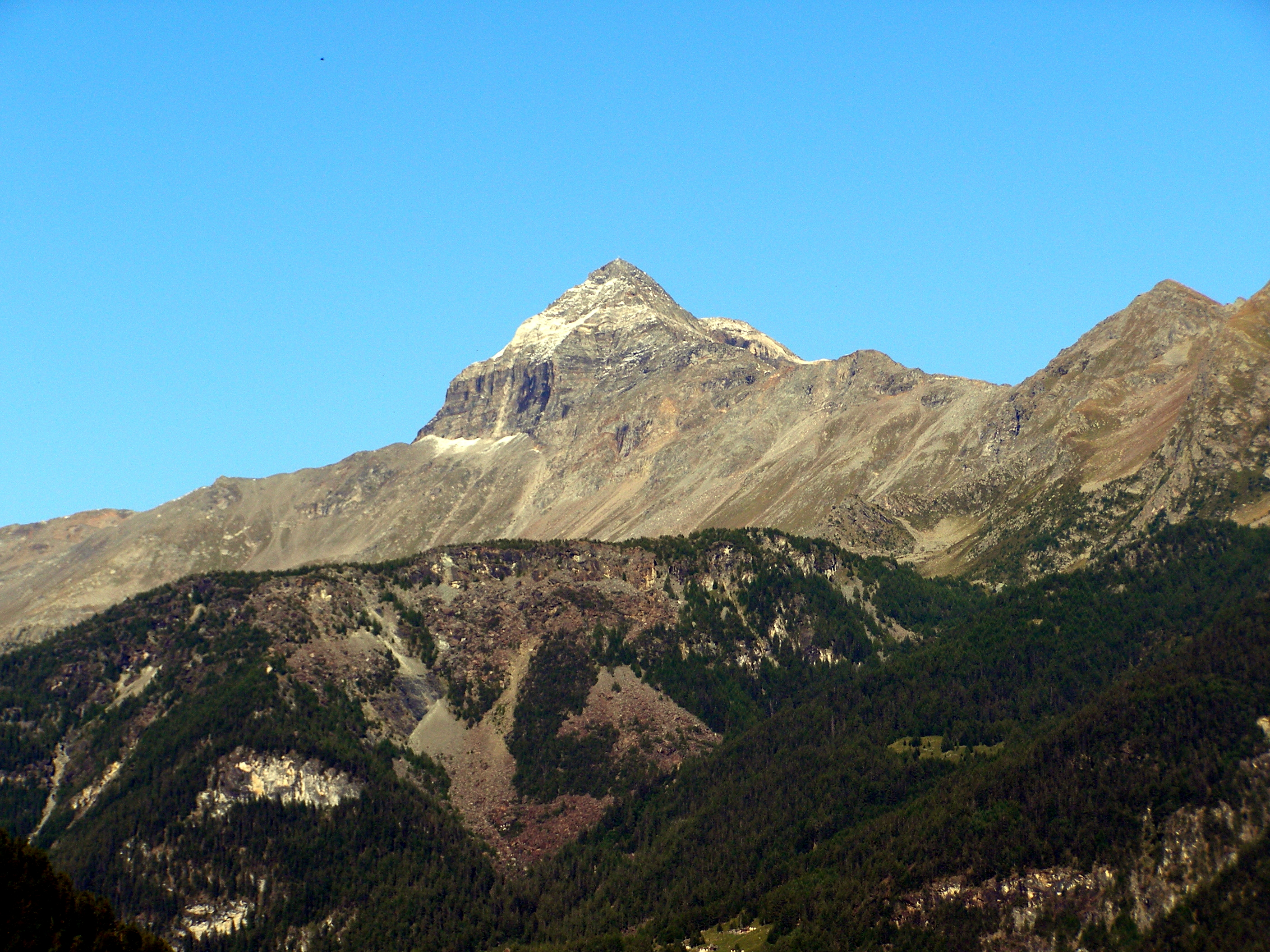
Il Pizzo Scalino visto da Primolo.

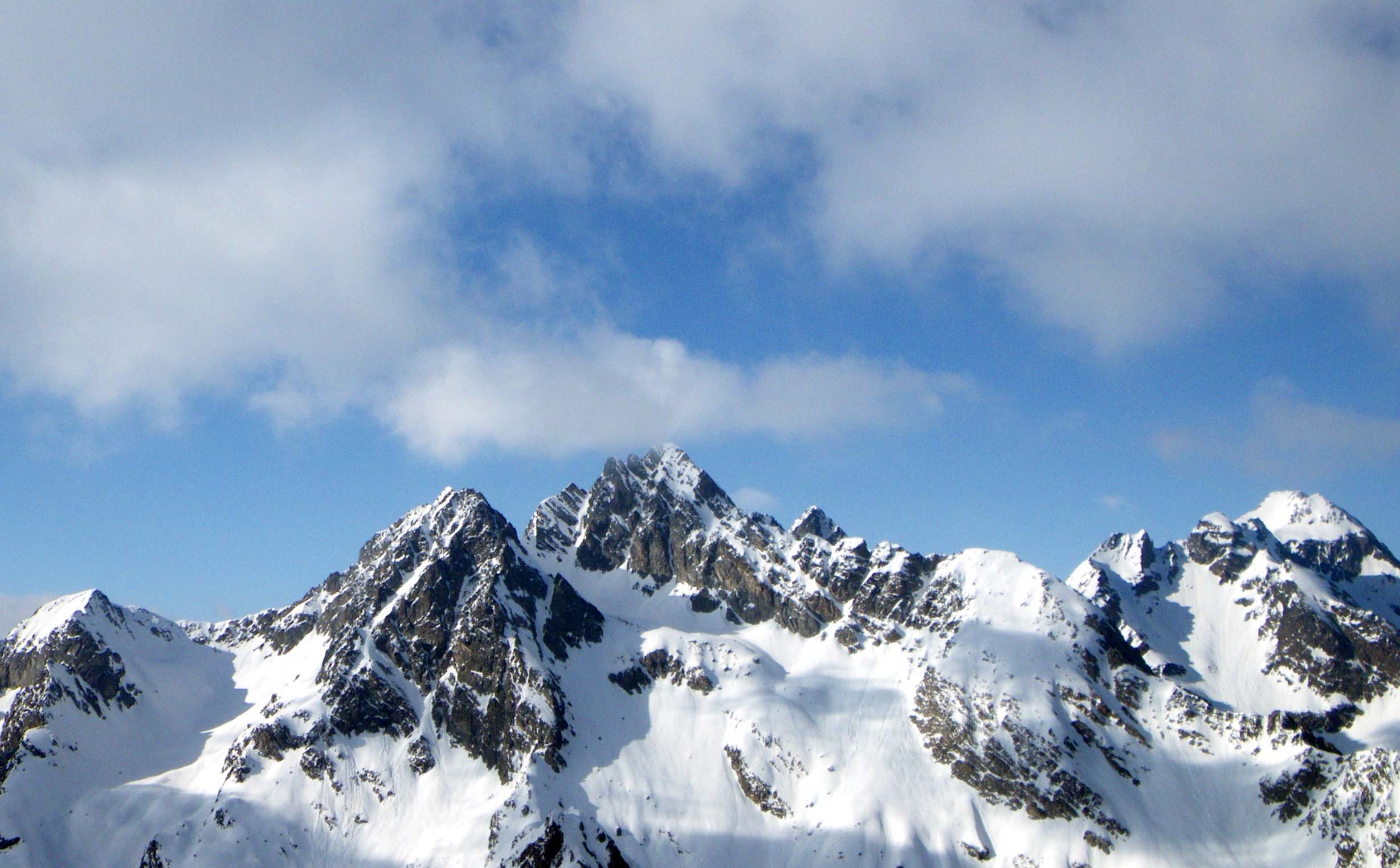
Vetta di Ron

Secondo la SOIUSA il Gruppo dello Scalino è un gruppo alpino ed ha la seguente classificazione:
- Grande parte = Alpi Orientali
- Grande settore = Alpi Centro-orientali
- Sezione = Alpi Retiche occidentali
- Sottosezione = Alpi del Bernina
- Supergruppo = Catena Bernina-Scalino
- Gruppo = Gruppo dello Scalino
- Codice = II/A-15.III-A.2

## Geografia
Ruotando in senso orario i limiti geografici sono: Passo Confinale, Val Poschiavo, alta Valtellina, Sondrio, Val Malenco, Valle di Campo Moro, Passo Confinale.

## Suddivisione
La SOIUSA suddivide il gruppo in tre sottogruppi:
- Sottogruppo Scalino-Canciano (a)
- Sottogruppo Painale-Rognedo (b)
- Sottogruppo Malgina-Combolo (c)

## Montagne
Le montagne principali del gruppo sono:
- Pizzo Scalino - 3.323 m
- Punta Painale - 3.246 m
- Vetta di Ron - 3.137 m
- Pizzo Canciano - 3.103 m
- Cime di Rogneda - 2.926 m
- Pizzo Combolo - 2.900 m
- Piz Malgina - 2.877 m
- Monte Spondascia - 2.867 m
- Piz Confinal - 2.812 m
- Corno delle Ruzze - 2.808 m
- Corna Mara - 2.807 m
- Piz Sareggio - 2.779 m
- Ganda Rossa - 2.741 m
- Monte Palino - 2.686 m